# Vojislav D. Mihailović
Vojislav Mihailović (Belgrado, 1924 — Bulozi, 22 de maio de 1945) foi um oficial da reserva Exército Iugoslavo e filho de Draža Mihailović.

## Segunda Guerra Mundial
Quando a família recebeu a notícia do paradeiro do coronel Mihailović, foram até Belgrado. Durante o verão de 1941, ficaram em Struganik, na casa do major Aleksandar Mišić, filho do duque Živojin Mišić e colega de classe de Mihailović. No outono, Jelica e Gordana retornaram para Belgrado, enquanto seus filhos Branko e Vojislav ficaram com o pai em Ravna Gora.

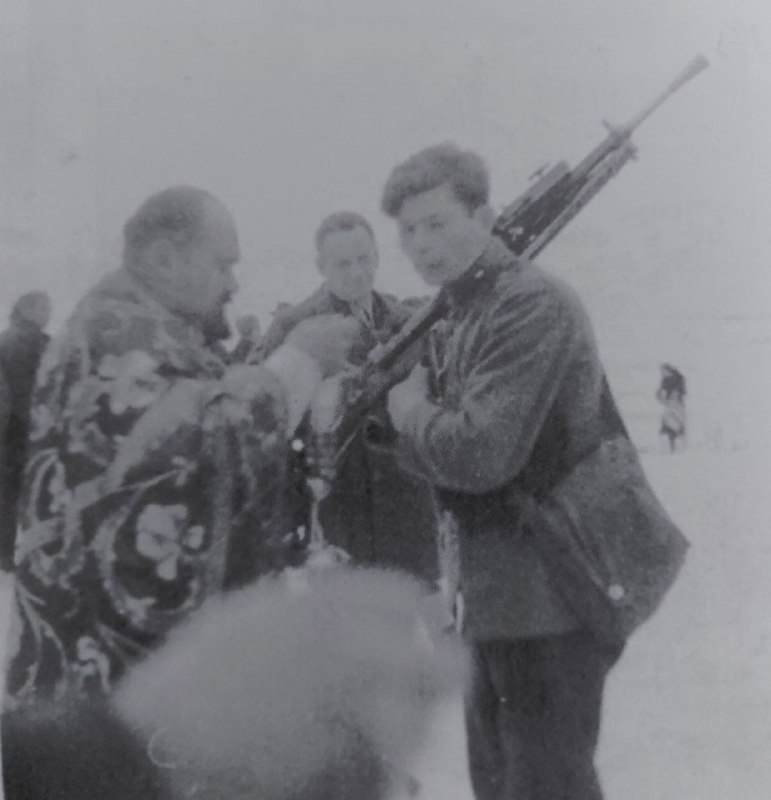
O Padre Miro Glušac dá a comunhão a Vojislav Mihailović em frente à igreja de Subjel.

O sargento Božo Perović, um dos homens que vieram com Mihailović para Ravna Gora no primeiro grupo e chefe da Escola de Suboficiais, foi encarregado de ensinar Vojislav a manusear armas. Segundo depoimentos de pessoas do seu ambiente na época, mesmo sendo menor, comportou-se de forma muito disciplinada, conscienciosa e comprometida, e recusou-se a falar de Mihailović como pai, mas apenas como comandante. 
Ele estava constantemente nas imediações de seu pai como parte de sua comitiva, assim como durante a operação alemã "Mihailović", que visava capturar o coronel Mihailović. Com ele, se deslocou pela Herzegovina e leste da Bósnia, durante a Batalha de Sutjeska.
A brigada Kosjerić, por ordem de Mihailović, assumiu o controle de seus filhos e os levou para Kosjerić, onde passaram a maior parte de 1943 e 1944.
Participou nas batalhas perto de Seča Reka contra as forças alemãs e o Quarto Batalhão do Corpo de Voluntários Sérvio.
Ele reuniu-se com seu pai em Trebava, no final do outono de 1944, quando se soube que Branko e Gordana se tornaram Partisans iugoslavos.

### Morte
Depois de sofrer uma derrota em Zelengora, o General Mihailović tentou chegar a Rogatica com 17 membros da sua escolta mais próxima. No conflito com os guerrilheiros perto da aldeia de Bulozi, no dia 22 de maio de 1945. Vojislav morreu. Não houve tempo nem oportunidade para exumar os seus restos mortais, por isso ele foi enterrado às pressas no local do campo de Chelebrnik, nesta aldeia no desfiladeiro do rio Prača. 
Seu irmão mais velho, Branko Mihailović, que sobreviveu à guerra, deu ao filho mais velho o nome dele, Vojislav.